# Hu (Sängerin)
Hu (* 11. April 1994 als Federica Ferracuti in Fermo) ist eine italienische Musikerin.

## Werdegang
In jungen Jahren lernte die Musikerin Gitarre und interessierte sich für Jazz. Ihr Pseudonym bezieht sich auf den gleichnamigen altägyptischen Schöpfungsgott. Sie zog 2020 mit ihrem Lied Occhi Niagara ins Finale des Wettbewerbs Sanremo Giovani ein, schaffte es dort jedoch nicht, sich für die Newcomer-Kategorie des Sanremo-Festivals 2021 zu qualifizieren. 2021 wurde ihre Teilnahme am Sanremo-Festival 2022 an der Seite des Rappers Highsnob angekündigt. Dort präsentierte das Duo Abbi cura di te.

## Diskografie

### Alben
| Jahr | Titel        | Höchstplatzierung, Gesamtwochen, AuszeichnungChartsChartplatzierungen (Jahr, Titel, Platzierungen, Wochen, Auszeichnungen, Anmerkungen) | Anmerkungen                         |
| Jahr | Titel        | IT | Anmerkungen                         |
| ---- | ------------ | --- | ----------------------------------- |
| 2022 | Numeri primi | IT62 (2 Wo.)IT | Erstveröffentlichung: 11. März 2022 |

### Singles
| Jahr | Titel Album                  | Höchstplatzierung, Gesamtwochen, AuszeichnungChartsChartplatzierungen (Jahr, Titel, Album, Platzierungen, Wochen, Auszeichnungen, Anmerkungen) | Anmerkungen                                                                                             |
| Jahr | Titel Album                  | IT | Anmerkungen                                                                                             |
| ---- | ---------------------------- | --- | --- |
| 2022 | Abbi cura di te Numeri primi | IT21 Gold · (2 Wo.)IT | Erstveröffentlichung: 3. Februar 2022 mit Highsnob Beitrag zum Sanremo-Festival 2022 Verkäufe: + 50.000 |

## Belege
1. ↑  Chi è Hu, la cantante finalista di AmaSanremo. In: Notizie Musica. 14. Dezember 2020, abgerufen am 4. Dezember 2021 (italienisch).
2. ↑  Mario Manca: Hu: «La voglia di non stare mai ferma». In: VanityFair.it. 4. März 2021, abgerufen am 4. Dezember 2021 (italienisch).
3. 1 2  Chartquellen: IT
4. ↑  Certificazioni. FIMI, abgerufen am 2. Mai 2022 (italienisch).

| Personendaten    | Personendaten                     |
| ---------------- | --------------------------------- |
| NAME             | Hu                                |
| ALTERNATIVNAMEN  | Ferracuti, Federica (Geburtsname) |
| KURZBESCHREIBUNG | italienische Musikerin            |
| GEBURTSDATUM     | 11. April 1994                    |
| GEBURTSORT       | Fermo                             |